# Psalidaster
Genre
Psalidaster est un genre d'étoiles de mer de la famille des Asteriidae.

## Liste des espèces
Selon World Register of Marine Species (23 janvier 2015) :
- Psalidaster fisheri McKnight, 2006 -- Nouvelle-Zélande
- Psalidaster mordax Fisher, 1940 -- Amérique du Sud australe